# Antarcturidae incertae sedis nodosus
Antarcturidae incertae sedis nodosus is een pissebed uit de familie Antarcturidae. De wetenschappelijke naam van de soort is voor het eerst geldig gepubliceerd in 1904 door Whitelegge.